# Anja Allvin
Anja Vasilkova Allvin, född 6 januari 1984 i Korop i Ukraina, är en svensk-ukrainsk matkreatör, kokboksförfattare och sjuksköterska.
2005 flyttade Anja Allvin till Sverige efter att ha träffat sin svenska make på universitetet i Kyjiv. Hon blev 2022 en av deltagarna i Sveriges Mästerkock där hon hamnade på en femte plats. I syskonprogrammet Efter Stängning placerade hon sig på en andra plats. När programmet väl sändes så invaderade Ryssland Allvins hemland Ukraina vilket gjorde henne till en slags matambassadör för Ukraina där hon fick prata som representant för Ukrainas folk i Nyhetssändningar och tidningar. Hon samlade in pengar till förmån för Ukraina genom att arrangera olika mat-evenemang runt om i landet och i augusti 2023 släppte hon tillsammans med Anastasia Lundqvist den ukrainska kokboken Cmak - Vårt ukrainska kök. Hon har även fått göra en säsong av Aftonbladets programserie Det goda livet.

## Utmärkelser
- Skånska Gastronomipriset – Årets skånska stjärna 2023[12]